# 1889 en France
Chronologie de la France
- 1885
- 1886
- 1887
- 1888
- 1889
- 1890
- 1891
- 1892
- 1893

Cette page concerne l'année 1889 du calendrier grégorien.

## Événements
- 10 janvier : traité signé  entre Binger et le roi dioula de Kong Karamoko Oulé Ouattara. La France établit son protectorat sur la Côte d’Ivoire[1].

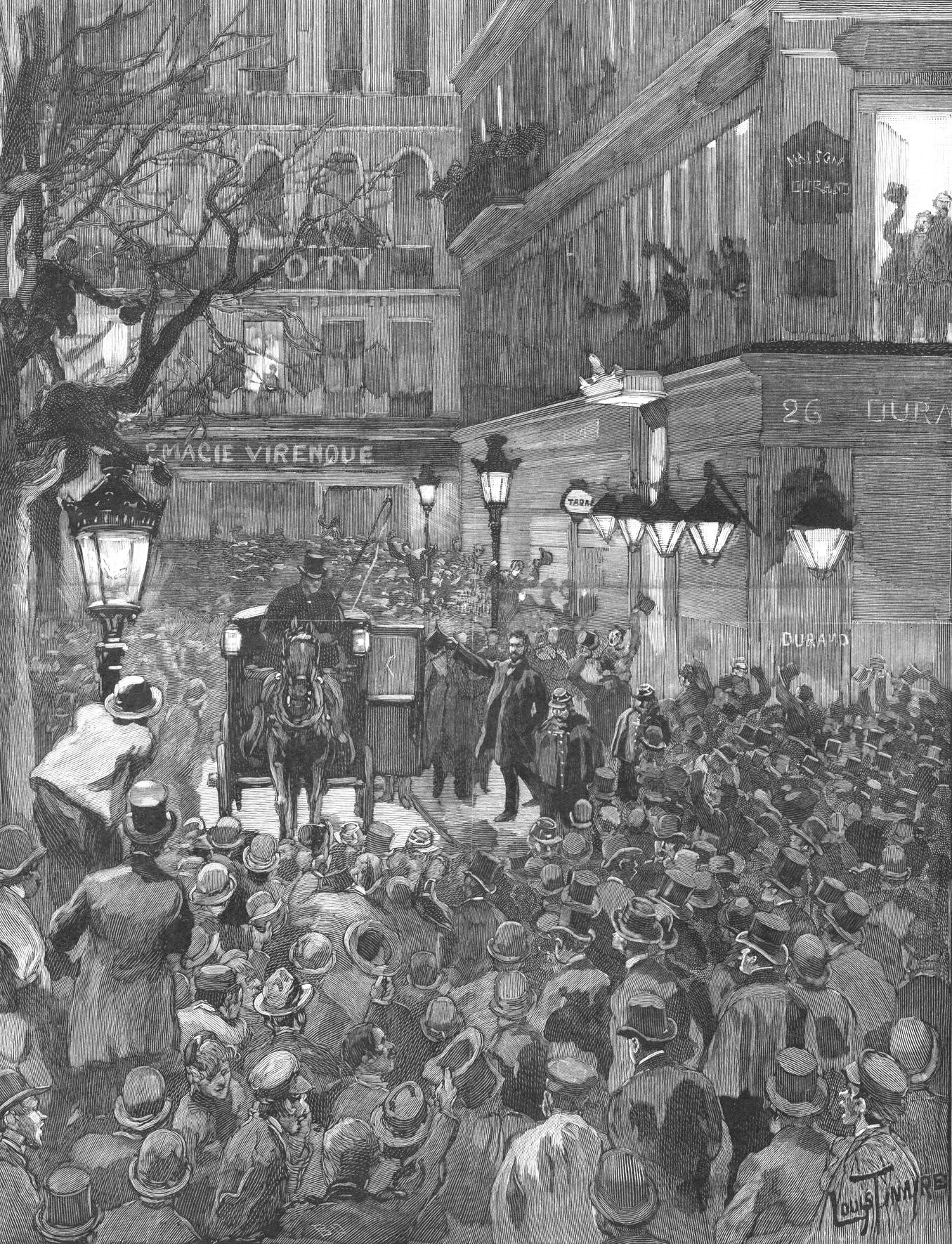
Les élections du 27 janvier. Les abords du restaurant Durand au moment de la sortie du général Boulanger, à une heure du matin [le 28 janvier 1889]. Dessin de M. Louis Tinayre, Le Monde illustré, 2 février 1889.

- 27 janvier : le général Boulanger triomphe à Paris lors des élections législatives  partielles avec 245 000 voix contre 162 000 au candidat radical modéré et 17 000 au candidat blanquiste[2]. Il fête son succès au restaurant Durand place de la Madeleine quand ses partisans l'invitent à marcher sur l’Élysée pour prendre le pouvoir, mais il refuse et rejoint sa maîtresse Madame de Bonnemains[3].
- 30 janvier : première crémation en France au crématorium du Père-Lachaise.

- 4 février : à la suite du refus des chambres d'accorder à la compagnie du canal de Panama une prorogation, celle-ci est dissoute et liquidée[4]. Plus de 85 000 souscripteurs, en majorité des petits épargnants français, perdent leurs versements et sont ruinés[5]. Nombre d'entre eux se suicident. Début du scandale de Panama (1889-1893).
- 13 février : rétablissement du scrutin d'arrondissement pour les élections législatives. Les républicains organisent la résistance pour freiner la montée du Boulangisme[3].
- 14 février : mis en minorité à la Chambre qui vote l'ajournement de la révision constitutionnelle, le gouvernement Charles Floquet doit démissionner[6].
- 18 février : le général Archinard prend Koundian. Il conquiert les restes de l’empire de El Hadj Omar (Mali) de 1889 à 1892[7].
- 22 février : gouvernement Pierre Tirard[3] (fin le 13 mars 1890).
- 28 février : perquisitions au siège de la Ligue des patriotes 9 place de la Bourse[8].
- 12 mars : interdiction de la Ligue des patriotes de Paul Déroulède[8].
- 14 mars : la Chambre vote la levée d'immunité parlementaire de plusieurs chefs de la Ligue des patriotes, dont Naquet, Laisant et Laguerre[6].
- 14 mars : Boulanger prononce à Tours un discours visant à rallier les catholiques à la République[9].

- 31 mars : exposition universelle à Paris. Ouverture au public de la Tour métallique, construite par Gustave Eiffel, son inauguration officielle aura lieu le 6 mai[10]. Elle devient alors le plus haut édifice au monde (303 m), pèse 10 100 tonnes et comporte 18 038 pièces métalliques réunies par 2 500 000 rivets. 1 665 marches conduisent au sommet. Œuvre maîtresse de l'exposition universelle, elle est aussi le premier monument du monde dont la visite est payante. Située à l'extrémité du Champ-de-Mars, en bordure de la Seine, elle va devenir le monument symbole de Paris et de la France aux yeux du monde.

- 1er avril : le général Boulanger, menacé de passer en Haute Cour pour trahison, s’enfuit à Bruxelles ; il se suicide en septembre 1891 sur la tombe de sa maîtresse[3].
- 4 avril : l'immunité parlementaire du général Boulanger est levée par la Chambre des députés[6].
- 8 avril : décret instituant le Sénat en Haute Cour pour juger les Boulangistes[9].

- 5 mai : 

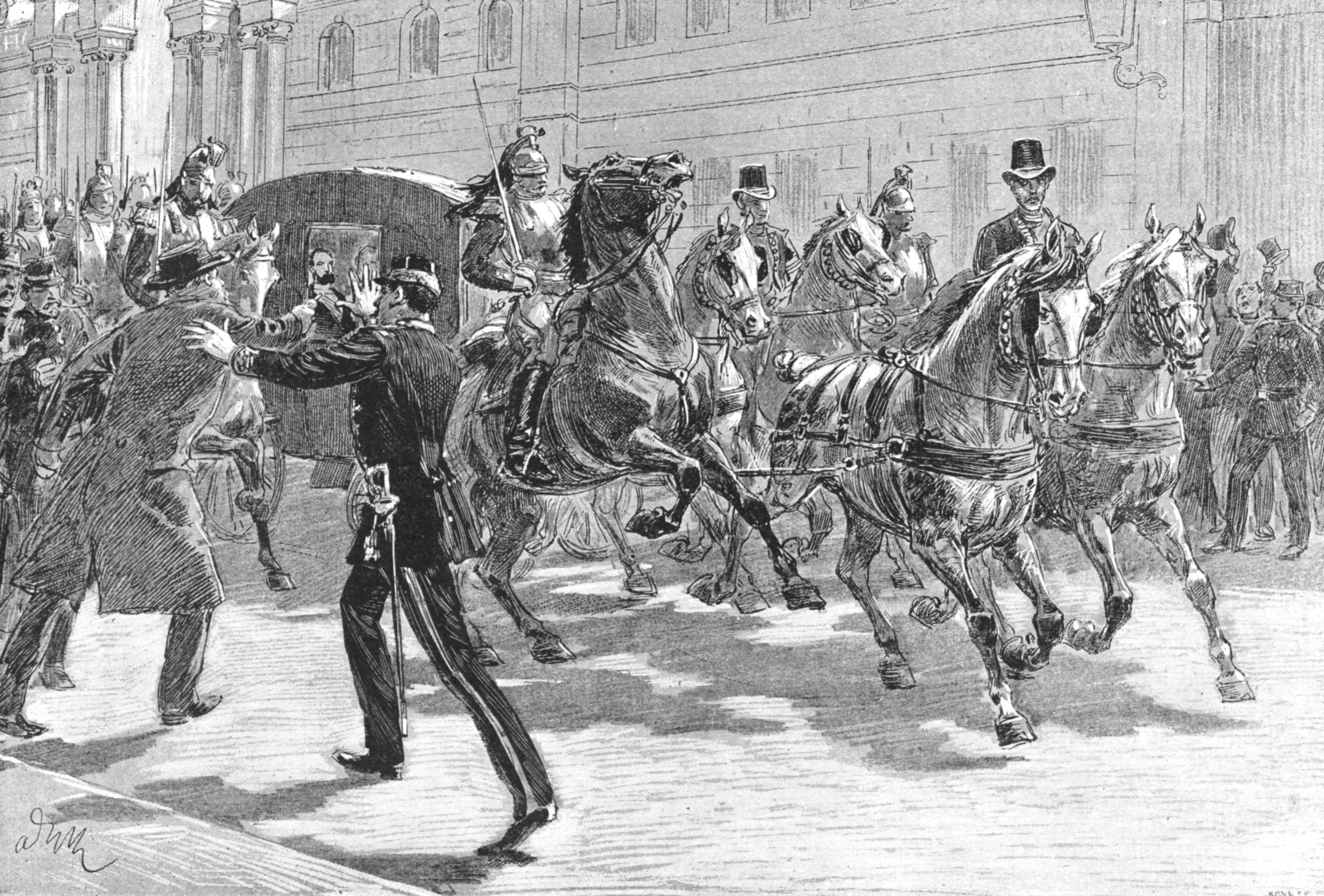
Attentat contre Carnot (le Monde illustré, 11 mai 1889).

  - attentat contre Carnot place Beauvau. Jean-Nicolas Perrin tire une balle à blanc sur le président de la république qui se rend à Versailles[11].
  - début de la commémoration à Versailles du centenaire de la Révolution française (centenaire de la réunion des États généraux)[10].

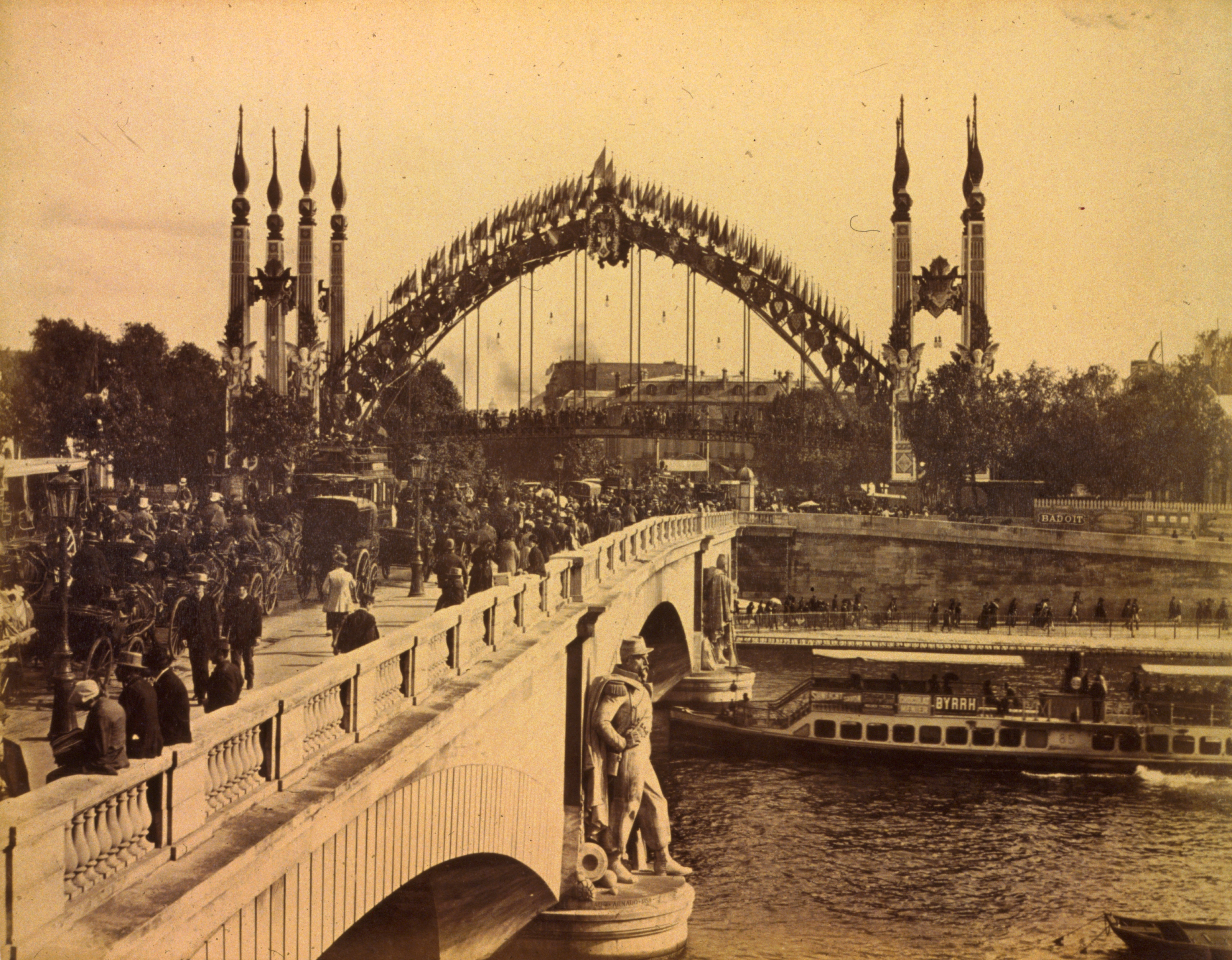
Foule traversant le Pont de l'Alma, Exposition de Paris, 1889.

- 6 mai : ouverture de l’Exposition universelle de Paris ; Buffalo Bill présente avec succès son Wild West Show[10]. Vente des premières cartes postales illustrées, reproduisant une gravure de Léon-Charles Libonis éditée par le Figaro à 300 000 exemplaires lors de l'Exposition Universelle[12].

- 24 mai à 10 h. Premier accident mortel sur le chantier de la tour Eiffel. Angelo Scagliotti, ouvrier riveur d'origine italienne, âgé de 34 ans, assistant aux essais et réglages du tout premier ascenseur et s'approchant imprudemment de la manœuvre se fait fracasser le crâne au passage de la cabine.
- 28 mai : création à Clermont-Ferrand par André et Édouard Michelin de la manufacture de caoutchouc « Michelin et Cie »[13].

- 25 juin : fondation du poste de Bangui par les frères Dolisie sur ordre de Savorgnan de Brazza[14].
- 26 juin : adoption d’une nouvelle loi sur la nationalité qui renoue avec le droit du sol, après près d'un siècle d'interruption. Elle attribue la nationalité française à tous les individus nés en France, sauf s’ils la refusent dans l’année qui suit leur majorité[15]. Elle permet la naturalisation des étrangers européens nés en Algérie[16].

- 3 juillet : catastrophe à Saint-Étienne, un coup de grisou ensevelit plus de deux cents mineurs au puits Verpilleux[17].
- 9 juillet : loi abolissant les droits de parcours et de vaine pâture (amendée le 22 juin 1890, elle peut être maintenue à la demande des usagers)[18].

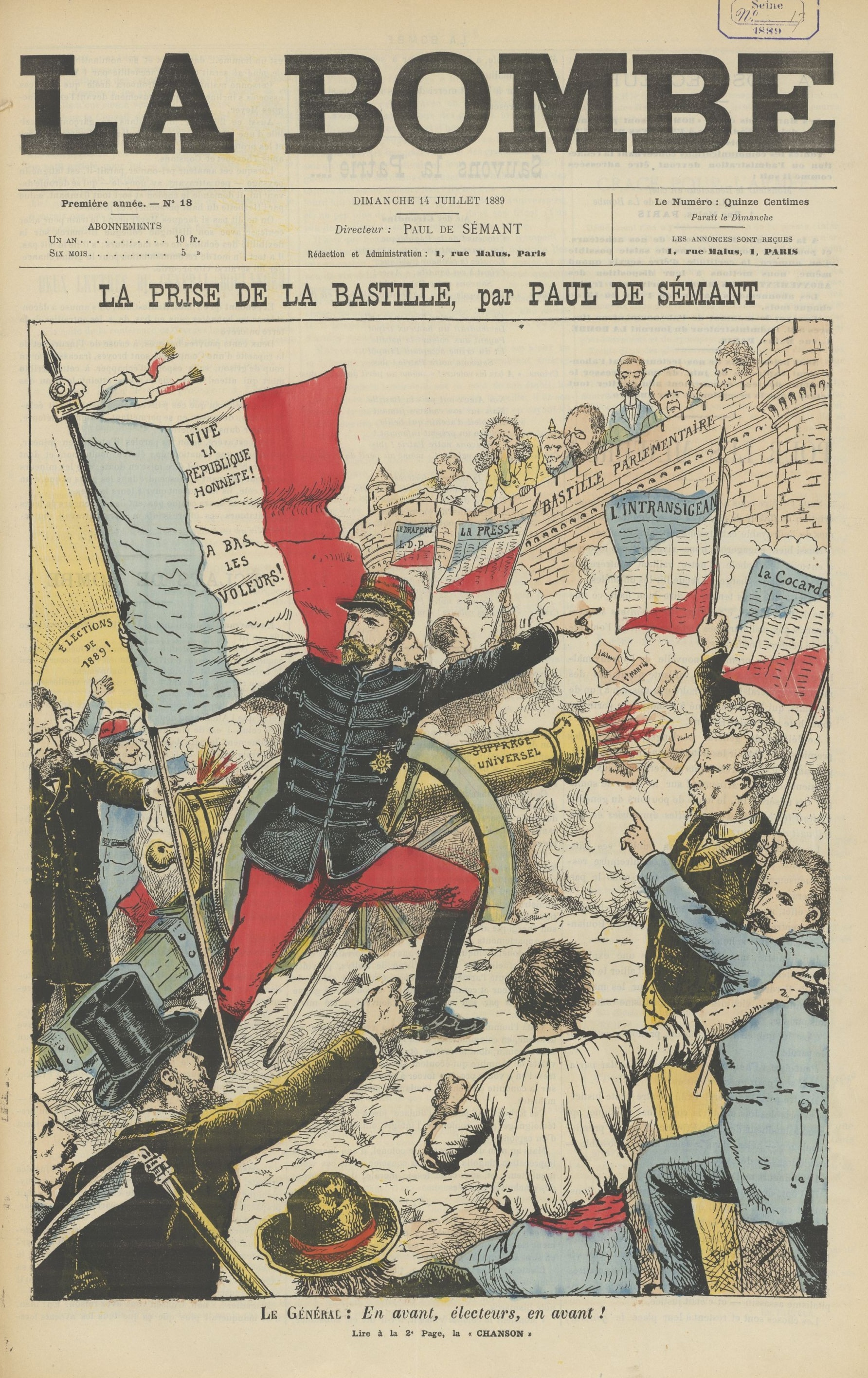
La Prise de la Bastille, par Paul de Sémant. La Bombe, n° 18, 14 juillet 1889

- 13-14 juillet : célébration de la Fête nationale à l’Exposition universelle[10].

- 14-20 juillet : réunion du congrès socialiste international de Paris ; fondation de la Deuxième Internationale des travailleurs. Elle décide de faire de chaque 1er mai une journée de manifestation avec pour objectif la réduction de la journée de travail à huit heures[19]. La journée est choisie comme symbole de la lutte des travailleurs d'Europe et d'Amérique à la suite des manifestations sanglantes américaines des 1er mai 1886 et 1887. Réunie à l’initiative des sociaux-démocrates allemands, la nouvelle Internationale, qui reconnaît l’autonomie des partis, se refuse à intervenir dans les affaires intérieures des partis. Il lui faudra plus de dix ans pour se doter d’institutions permanentes.
- 15 juillet : la loi Freycinet sur le recrutement de l’armée fixe la durée du service militaire actif à trois ans dans le cadre d'un service personnel (plus de remplacement depuis 1872), obligatoire et universel, mais inégal. Un tirage au sort lors du conseil de révision indique au conscrit la durée de son futur service militaire : 1 ou 3 ans. Elle limite les dispenses, le recrutement s’applique désormais aux enseignants, aux étudiant et aux élèves ecclésiastiques, d'où son nom de loi des « curés sac au dos »[20].
- 17 juillet : loi qui interdit les candidatures multiples aux élections législatives[9].
- 25 juillet : inauguration de la galerie de zoologie au jardin des plantes de Paris[21] (rebaptisée « grande galerie de l'Évolution » en 1994).

- 4 août : transfert au Panthéon de Paris des dépouilles de Lazare Carnot, grand-père de Sadi Carnot, et de trois autres révolutionnaires, Marceau, La Tour d'Auvergne et Baudin[10].
- 5 août : le grand Amphithéâtre de la nouvelle Sorbonne est inauguré par Sadi-Carnot[22].

- 8-14 août : procès de Boulanger, Rochefort et Dillon devant la Haute-Cour ; ils sont condamnés par contumace à être enfermés dans une enceinte fortifiée[9].
- 21 septembre : inauguration du plâtre provisoire du Triomphe de la République de Dalou place de la Nation[10].

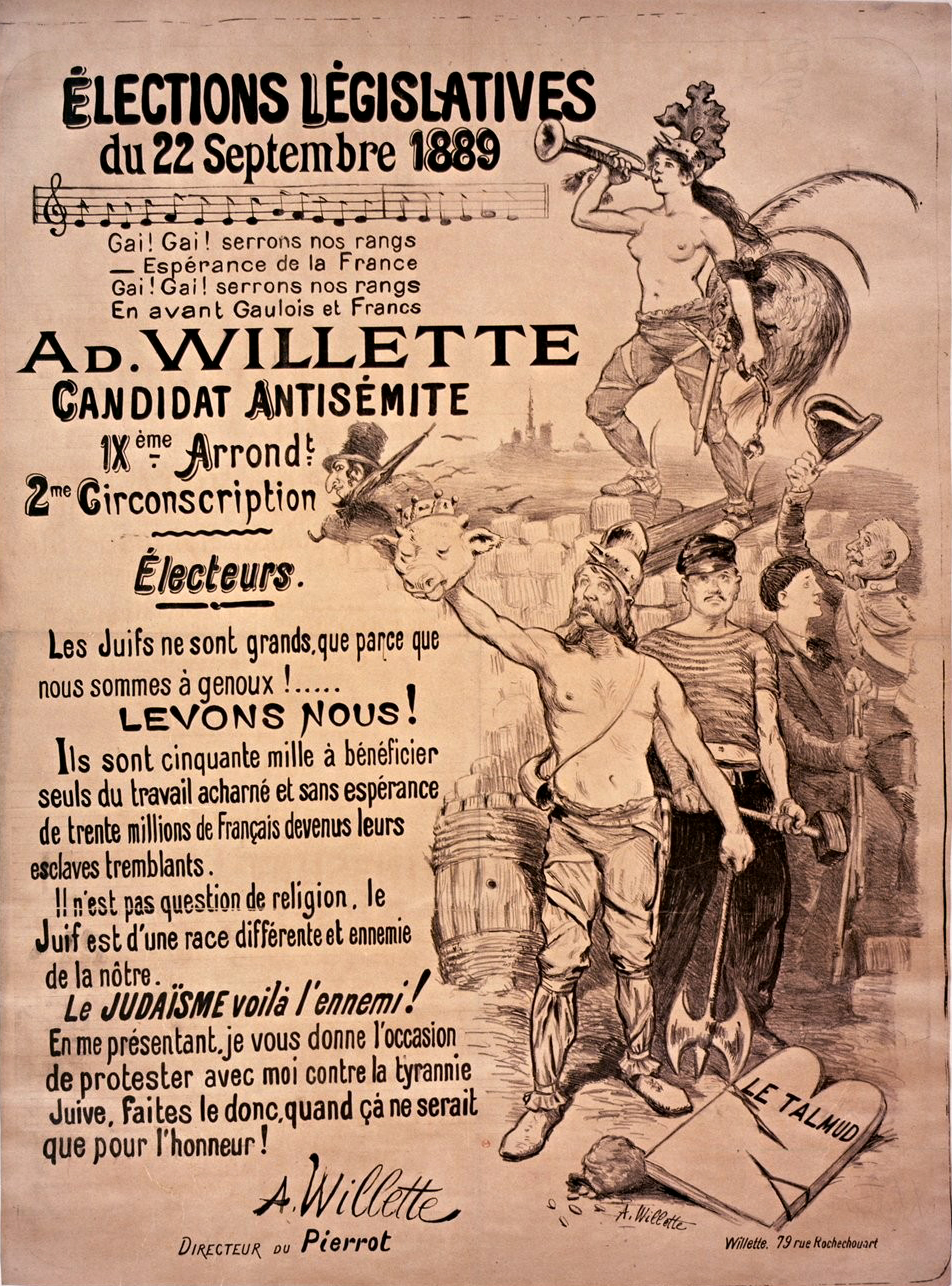
Élection législatives : affiche pour le candidat antisémite Adolphe Léon Willette

- 22 septembre - 6 octobre : victoire des républicains (366 élus) sur les conservateurs (168 élus) et les Boulangistes (42 élus) aux législatives[3].

- 6 octobre : ouverture du cabaret le Moulin-Rouge par Joseph Oller[23].
- 25 octobre : le journal Gil Blas fait le portrait du député socialiste Jules Joffrin, ouvrier mécanicien : « une tête de poseur de barrières, une chevelure blondasse rejetée en arrière en tuyau de pipe, une moustache rousse, des joues rougeaudes et une mâchoire pesant 500 kilos »[24].

- 6 novembre : clôture de l'exposition universelle[10]
- 23 novembre : création de l'École coloniale pour former les cadres de l'administration coloniale[25].

- 8 décembre-18 janvier 1890: épidémie de grippe à Paris[26] ; venue de Russie, elle frappe le 26 novembre de nombreux employés des Grands Magasins du Louvre, puis se répand parmi les employés de la direction générale des Postes et des Télégraphes et de différents grands magasins[27].
- 13 décembre : l’arrêt Cadot met fin à la pratique du ministre-juge[28].

- Jeanne Lanvin, jeune modiste âgée de dix huit ans, crée sa maison de couture au 16, rue Boissy-d'Anglas, puis quatre ans plus tard au 22, rue du Faubourg-Saint-Honoré[29].